# Alparslan Erdem
Alparslan Erdem (Vechta, 11 december 1988) is een voormalig Turks-Duits voetballer die speelde als verdediger.  

## Clubcarrière
Erdem, geboren in West-Duitsland, speelde in zijn jeugd in diverse Duitse jeugdelftallen en speelde op achttienjarige leeftijd ruim dertig wedstrijden in het tweede elftal van Werder Bremen. Hij zette in 2008 zijn carrière voort in Turkije, waar hij twee jaar lang onder contract stond bij Galatasaray; in 2010 speelde hij enkele wedstrijden voor Gençlerbirliği, maar bij beide clubs werd hij geen vaste waarde in de selectie. Erdem maakte in 2011 de overstap naar Bucaspor, actief op het tweede competitieniveau van Turkije, waar hij gedurende twee seizoenen een vaste waarde was in het basiselftal. In de zomer van 2013 haalde Istanbul Başakşehir Erdem terug naar het hoogste niveau van Turkije, de Süper Lig, waar hij een rol als invaller kreeg.

## Erelijst
Galatasaray
- Turkse Supercup

2008